# Cyperus mangorensis
Cyperus mangorensis är en halvgräsart som beskrevs av Henri Chermezon. Cyperus mangorensis ingår i släktet papyrusar, och familjen halvgräs.
Artens utbredningsområde är Madagaskar. Inga underarter finns listade i Catalogue of Life.